# Uto Ughi

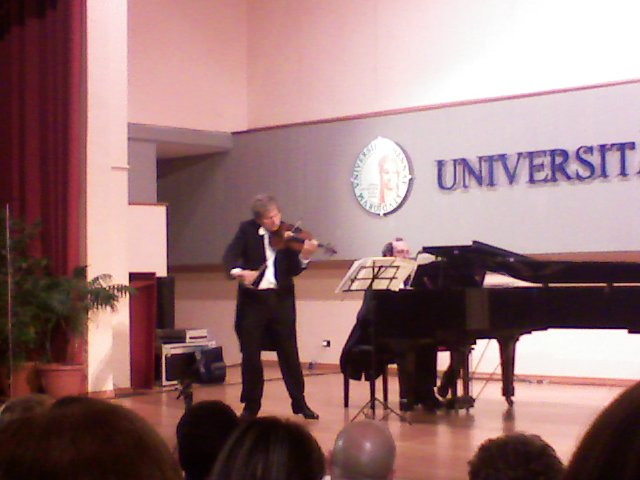
Uto Ughi (2006) - italienischer Violinist und Dirigent

Uto Ughi (Geburtsname: Bruto Diodato Emilio Ughi; * 21. Januar 1944 in Busto Arsizio) ist ein italienischer Violinist.

## Leben und Werk
Uto Ughi wurde von seinen Eltern bereits im Alter von vier Jahren ermutigt, das Geigenspiel zu erlernen. Mit sechs bis sieben Jahren begann er, Giovanni Battista Pergolesi an der Musikschule in Varese unter der Leitung von Ariodante Coggi zu studieren. Er debütierte solistisch 1951 als Siebenjähriger am Teatro Lirico di Milano und zog ab diesem Zeitpunkt die Aufmerksamkeit von Musikkritikern und der Öffentlichkeit auf sich. Er setzte seine Studien an der Schule Carl Fleschs, an der Accademia Musicale Chigiana in Siena bei Yvonne Astruc und bei Riccardo Brengola und am Mailänder Konservatorium bei  Bruno Bettinelli (Komposition) und Carlo Vidusso (Klavier) fort. An der Accademia Musicale Chigiana lernte er George Enescu kennen und ging als Zwölfjähriger nach Paris, um bei ihm über zwei Jahre hinweg Violinunterricht zu nehmen. Anschließend wechselt er an das Genfer Konservatorium zu Corrado Romano, um seine Technik zu verbessern. In Wien rundete er dann seine Ausbildung kammermusikalisch ab.
Bereits in jungen Jahren startete er eine Karriere als weltweit agierender Konzertkünstler. Er unternahm mit dem Pianisten Lamar Crowsen als Partner Tourneen durch die Vereinigten Staaten, Südamerika und Südafrika. Er arbeitete mit den wichtigsten europäischen und amerikanischen Orchestern unter der Leitung von renommierten Dirigenten wie Sergiu Celibidache, Carlo Maria Giulini, George Prêtre, Wolfgang Sawallisch, Giuseppe Sinopoli, Kirill Petrowitsch Kondraschin und Bernard Haitink zusammen. Besondere Anerkennung erhielt er bei den Salzburger Festspielen und in Indien mit dem Orchester Maggio Musicale Fiorentino unter Zubin Mehta. 1979 gründete er mit dem Musikkritiker und Schriftsteller Bruno Tosi in Venedig den Musikpreis Una vita nella musica.
Uto Ughi spielt eine Guarneri del Gesù aus dem Jahr 1744 und besitzt zwei Stradivari-Violinen: die Kreutzer-Violine aus dem Jahr 1701 und eine weitere aus dem Jahr 1714, die er Anfang der 1990er Jahre von Itzhak Perlman erwarb.
Uto Ughi wurde vielfach ausgezeichnet. 1978 wurde er zum Accademico di Santa Cecilia ernannt, 1981 erhielt er vom italienischen Staatspräsidenten Pertini den Verdienstorden der Italienischen Republik in Komtur, 1985 folgte die Ordensklasse Großoffizier und 1996 wurde ihm für seine Verdienste im Bereich der Kunst das Großkreuz verliehen. 2013 veröffentlichte er seine Autobiografie Quel diavolo di un trillo. Note della mia vita. 2020 wurde er während der Ausgangsbeschränkungen infolge der COVID-19-Pandemie vom italienischen Außenministerium gemeinsam mit anderen Musikpersönlichkeiten wie Andrea Bocelli, Paolo Fresu, Renato Zero, Tiziano Ferro und Massimo Ranieri ausgewählt, die italienische Kultur für die Menschen und für die Welt hör- und sehbar zu machen.
Uto Ughi gilt als idealer Interpret für das Repertoire der Wiener Klassik und der Romantik. Er übernimmt nur selten Aufführungen der zeitgenössischen Avantgarde. Er stellt seine warme Ausdrucksintensität und seinen weichen Klang in den Dienst eines leidenschaftlichen Klangausdrucks.